# Rungsted Sogn
Rungsted Sogn er et sogn i Fredensborg Provsti (Helsingør Stift).
Rungsted Kirke blev i 1907 indviet som filialkirke til Hørsholm Kirke. Rungsted blev et kirkedistrikt i Hørsholm Sogn, som hørte til Lynge-Kronborg Herred i Frederiksborg Amt. Hørsholm sognekommune inkl. kirkedistriktet dannede ved kommunalreformen i 1970 Hørsholm Kommune, som forblev selvstændig ved strukturreformen i 2007.
Rungsted Kirkedistrikt blev i 1971 udskilt som det selvstændige Rungsted Sogn.
Rungsted Kirkes præster er Hans-Henrik Nissen (kbf), Dorte Fabrin Beltoft og Mathias Harding. 
I Rungsted Sogn findes følgende autoriserede stednavne:
- Rungsted (bebyggelse, ejerlav)
- Rungsted Kyst Station (station)
- Smidstrup (bebyggelse, ejerlav)
- Vallerød (bebyggelse, ejerlav)